# Rennie Pereira
Dit overzicht is mogelijk incompleet; u kunt helpen door het uit te breiden.
Rennie Rodrigues Pereira (Haarlem, 23 augustus 1926 – Amsterdam, 24 november 2016) was een nieuwslezeres van de Radionieuwsdienst ANP, een afdeling van het Algemeen Nederlands Persbureau. Ze begon in 1956 als redactiesecretaresse van de radionieuwsdienst maar ook bij het NTS-Journaal. Ook was ze productieassistente bij Achter het nieuws van de VARA en werkte samen met Koos Postema die vond dat ze een goede stem had. In 1969 werd ze nieuwslezeres bij de radionieuwsdienst, waarbij ze ook tussendoor verkeersinformatie of sport bracht indien daar aanleiding voor was. Ze was jarenlang regelmatig te horen op een van de Hilversumse radiozenders.